# ماري ماكوين
ماري مكارتني ماكوين 29 يناير 1912 - 15 سبتمبر 1994 كانت فنانة أسترالية اشتهرت بالرسم والطباعة وأعمال الوسائط المختلطة على الورق كان أسلوبها الفني معبرًا وإيمائيًا وتجريبيًا 